# Josef Nacken

Josef Nacken

Josef Nacken (* 8. Oktober 1860 in Aachen; † 25. Mai 1922 in Eschweiler) war ein deutscher Politiker (Zentrum).

## Leben und Wirken
Nacken wurde als Sohn eines Kolonialwarengroßhändlers geboren. In seiner Jugend besuchte er das Kaiser-Karls-Gymnasium in Aachen. Er studierte Rechtswissenschaften in Bonn, Innsbruck und München und wurde Mitglied der katholischen Studentenverbindungen KDStV Bavaria Bonn, AV Austria Innsbruck und KDStV Aenania München. Nach dem Studium war Nacken als Gerichtsreferendar am Amtsgericht Eschweiler sowie am Landgericht und am Amtsgericht Aachen tätig.
1889 gab Nacken aus familiären Gründen seine juristische Karriere auf, um in den kaufmännischen Beruf zu wechseln: Zusammen mit seiner Mutter übernahm er die Firma Joh. Ohligschlaeger. Kurz danach wurde er Geschäftsführer des Familienbetriebs J. Nacken & Sohn in Eschweiler.
Politisch begann Nacken sich im Kaiserreich in der Zentrumspartei zu betätigen. Von 1903 bis 1918 gehörte Nacken dem kaiserlichen Reichstag als Abgeordneter für den Wahlkreis Aachen 2 (Eupen - Aachen-Land) an. Nach der Novemberrevolution von 1918 gehörte er der von Januar 1919 bis Juni 1920 tagenden Weimarer Nationalversammlung an. Anschließend saß er bis zu seinem Tod als Abgeordneter für den Wahlkreis 23 (Köln-Aachen) im ersten Reichstag der Weimarer Republik. Danach wurde Nackens Mandat für den Rest der Wahlperiode ersatzweise von seinem Parteikollegen Josef Sinn weitergeführt.
Auf kommunaler Ebene war Nacken Beigeordneter Bürgermeister von Eschweiler und Mitglied der dortigen Stadtverordnetenversammlung sowie Mitglied des Kreisausschusses und stellvertretender Vorsitzender der Handelskammer Stolberg für die Kreise Aachen Land, Düren und Jülich sowie stellvertretendes Mitglied des Landesausschusses der preußischen Handelskammer. Daneben machte Nacken sich besonders um den Aufbau des Feuerwehrwesens verdient: Er wurde Branddirektor, Kreisbrandmeister und Vorsitzender des Kreisfeuerbundes Aachen.
In Nackens Heimatstadt Eschweiler erinnert heute der nach ihm benannte Josef-Nacken-Weg an Nackens Leben und politisches Wirken.